# Charly In-Albon
Charly In-Albon est un joueur de football suisse né le 23 juillet 1957.

## Biographie

### En club
- 1976-1978 FC Sion
- 1980-1990 Grasshopper-Club Zurich
- 1990-1992 FC Winterthur

### En sélection
- 38 sélections en équipe de Suisse.
- Première sélection : Suisse-Finlande 2-0, le 5 octobre 1977 à Zurich
- Dernière sélection : Suède-Suisse 2-0, le 25 septembre 1986 à Stockholm

## Palmarès
- Champion suisse en 1982 avec Grasshopper-Club Zurich
- Champion suisse en 1983 avec Grasshopper-Club Zurich
- Champion suisse en 1984 avec Grasshopper-Club Zurich
- Champion suisse en 1990 avec Grasshopper-Club Zurich
- Champion suisse en 1991 avec Grasshopper-Club Zurich
- Coupe de Suisse en 1983 avec Grasshopper-Club Zurich
- Coupe de Suisse en 1988 avec Grasshopper-Club Zurich
- Coupe de Suisse en 1989 avec Grasshopper-Club Zurich
- Coupe de Suisse en 1990 avec Grasshopper-Club Zurich